# Aleksander Henryk Laks
Aleksander Henryk Laks, (Łódź, 2 de agosto de 1926 – Rio de Janeiro, 21 de julho de 2015), foi um polonês sobrevivente do Holocausto radicado no Brasil, escritor e palestrante.

## Biografia
Aos 13 anos de idade, em 1939, foi confinado no Gueto de Lôdz, uma área industrial criada pelos nazistas alemães na Polônia com capacidade para apenas 25 mil pessoas . Dos 165 mil judeus que estiveram neste gueto, apenas 1 600 sobreviveram à guerra.
Em 1944 foi enviado para o campo de concentração de Auschwitz juntamente com seu pai, que veio a falecer por doença e maus tratos. Ambos foram selecionados para trabalho forçado. Em 1945, quando parte do campo de concentração foi evacuado pelos nazistas antes da chegada das tropas soviéticas, Laks esteve num grupo de 800 prisioneiros levados a uma das Marchas da Morte, sistema nazista onde prisioneiros eram obrigados a se deslocar por enormes distâncias, a pé, no inverno, sem roupas adequadas ou alimentação, na esperança de que simplesmente morressem. Deste grupo, apenas 50 sobreviveram. Posteriormente foi encontrado e ajudado por soldados franceses.
Foi presidente da Sherit HaPleitá (Associação Brasileira dos Israelitas Sobreviventes da Perseguição Nazista) e autor dos livros "O Sobrevivente – memórias de um brasileiro que escapou de Auschwitz". e "Mengele me Condenou a Viver".
A história de Laks também foi contada no livro "Sou Feliz, Acredite!", dos jornalistas Mônica Bernardes e Mauro Tertuliano, editado pela BestSeller (grupo Record), e finalista do Prêmio Jabuti na categoria Reportagem. A obra, lançada em 2010, narra 13 histórias de superação, inclusive a do sobrevivente do Holocausto.
Em 2013, participou como depoente do filme documentário premiado "O Relógio do Meu Avô", do diretor Alex Levy-Heller.
Laks morreu aos 88 anos, no Rio de Janeiro, de complicações decorrentes de uma infecção pulmonar. Foi sepultado no Cemitério Israelita de Vila Rosali, em São João de Meriti, na Baixada Fluminense.